# Alcinópolis
Alcinópolis es un municipio brasileño del estado de Mato Grosso del Sur. Según el Instituto Brasileño de Geografía y Estadística (IBGE) tenía una población de 4637 habitantes. La ciudad posee el mejor índice de Gini de todo Mato Grosso del Sur, con un índice de 0.400, junto a las ciudades de Costa Rica y Jaraguari. Alcinópolis está situado en una de las regiones agrícolas de mayor altitud del estado, produciendo una gran cantidad de semilla de soja y algodón de excelente calidad.